# NGC 6931
NGC 6931 is een spiraalvormig sterrenstelsel in het sterrenbeeld Steenbok. Het hemelobject werd in 1886 ontdekt door de Amerikaanse astronoom Francis Preserved Leavenworth.

## Synoniemen
- MCG -2-52-16
- IRAS 20309-1132
- PGC 64963